# Сиддонс, Сара
Сара Сиддонс (англ. Sarah Siddons, собственно Сара Кембл, англ. Sarah Kemble; 5 июля 1755, Брекон, Брекнокшир — 8 июня 1831, Лондон) — английская актриса валлийского происхождения, одна из самых известных трагикомедийных актрис XVIII века. Современник Сиддонс, критик Уильям Хэзлитт говорил, что она является «олицетворением трагедии».
Она была старшей сестрой Джона Филипа Кембла, Чарльза Кембла, Стивена Кембла, Энн Хаттон и Элизабет Уитлок, а также тётей Фанни Кембл. Она была наиболее известна своим изображением шекспировского персонажа, леди Макбет, а также тем, что упала в обморок при виде мраморы Элджина в Лондоне.
В 1952 году в Чикаго было создано «Общество Сары Сиддонс» и учреждена ежегодная театральная премия её имени.

## Биография
Дочь актёра и театрального антрепренёра, три её брата также стали актёрами, наиболее известен из них Джон Филип Кембл. Дебютировала в труппе Дэвида Гаррика в роли Порции в Венецианском купце Шекспира (1775), успеха не имела, последующие шесть лет работала в провинции (Бат, Йорк). Вернулась на сцену лондонского театра Друри-Лейн в 1782 и царила на ней до 1802 года. В кругу её друзей были Эдмунд Бёрк, Сэмюэл Джонсон и другие представители столичной элиты.
В 1802 году она перешла в Ковент-Гарден. В 1812 она сыграла здесь свою самую знаменитую роль — шекспировскую леди Макбет.